# Malouinière de la Mettrie-aux-Louëts
La malouinière de la Mettrie-aux-Louëts est une malouinière située à Saint-Coulomb (Ille-et-Vilaine) et datée du premier quart du XVIIIe siècle.

## Historique
La malouinière est construite dans le premier quart du XVIIIe siècle, probablement à la même époque que la chapelle qui date de 1725.
Le domaine de la Mettrie était la propriété de la famille Quentin, famille d'armateurs (Quentin et Banchereau) et négociants (Quentin frères) à Saint-Malo, Tours, Cadix et aux Indes (Pondichéry et Madras),,. Vincent Quentin de La Mettrie sera conseiller au Conseil supérieur de Pondichéry en 1741 et épousa la sœur du gendre de Mme Dupleix. Alliée aux Banchereau, Moisant, Le Gobien, Pierrès de La Vieuxville, Leclerc de Bicourt, de Barnewall et de Saint-Paul, la famille Quentin est également propriétaire du château de la Ville-aux-Oiseaux (Saint-Jouan-des-Guérets).
Le logis à 5 travées, et deux petites ailes, ainsi que l'ensemble du domaine, incluant l'allée menant au logis, chapelle et écuries sont inscrits au titre des monuments historiques par arrêté du 29 avril 1993.

## Architecture
À l'avant se trouve une grille barrant l'entrée de la malouinière. Cette grille relie la chapelle (datée de 1725) au colombier. Deux sauts-de-loup circulaires protègent l'ensemble.
La cour d'honneur est encadrée par des communs présentant une architecture à arcade. Une fausse avenue mène à la façade avant du logis.
L'intérieur conserve plusieurs éléments caractéristiques d'une demeure noble : escalier à balustres en bois, lambris strictement dessinés, parquet à large lames, des alcôves.
La façade arrière du logis donne sur une terrasse surélevée puis, après quelques marches, sur le jardin à la française, présentant un bassin, le tapis vert et un miroir d'eau encadré de folies d'angle.